# Pilot d'altura

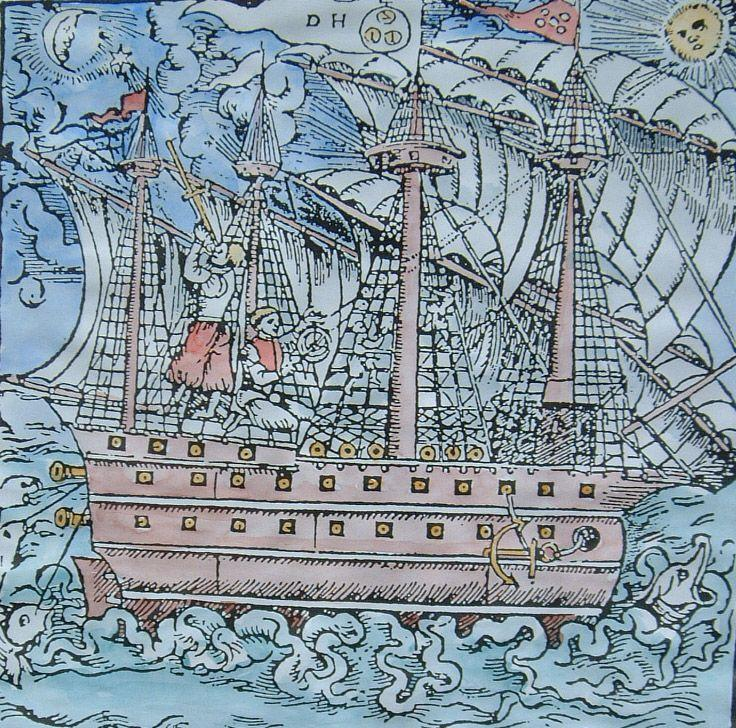
Pilot d'altura s.XVI

En el mar, el pilot o pilot d'altura, modernament oficial de navegació (a vegades anomenat navegant) és la persona encarregada de la navegació, o conjunt de tasques que permeten determinar la posició del vaixell i el rumb a seguir per arribar a destinació. En alta mar, té a més a més un rol important en la previsió a llarg termini amb la finalitat de prendre les millors decisions possibles per a la navegació en funció dels corrents, el clima i els vents.
Prop de les costes, el pilot ha de tenir cura de la seguretat del vaixell, fixant-se en les zones de navegació en funció de l'estat de la marea, de la profunditat dels baixos i esculls o dels canals a seguir per evitar embarrancar. En aquests casos, especialment en certes costes, rius i ports, l'especialització en el coneixement de l'entorn, era tan important, que va donar lloc des del principi a un tipus de pilot especialitzat denominat "pilot pràctic" o simplement "pràctic".
El terme navegant és utilitzat també per designar tota persona que viatja en alta mar, en solitari o com a mariner professional, i en particular per a la pràctica de l'esport de vela (Skipper).

## Història
Els primers en descobrir la ciència de la navegació van ser els fenicis. Navegant significa capità de la nau i la paraula navegació deriva de la paraula llatina "Navis" que significa vaixell i és d'on ambdues paraules treuen el seu significat.
Per poder ocupar aquest lloc es requeria ser un expert navegant amb capacitat de circumnavegar el globus terraqüi, traçar rutes marítimes i elaborar mapes per incorporar-los al padró real. Entre les responsabilitats d'un pilot major també estaven les de ser sinodal d'aspirants al lloc de pilot navegant i censor de cartes i instruments de navegació. Per realitzar les seves funcions comptava amb ajuda d'altres pilots i cartògrafs.
El pilot major era un càrrec designat per la Corona espanyola que consistia en la preparació i execució d'expedicions per a la Casa de la Contractació d'Índies.

### Època medieval
En època medieval els professionals que sabien navegar (determinar la posició del vaixell enmig del mar en una navegació) s'anomenaven nauxers. Empraven la brúixola, l'estrella polar, l'ampolleta, una carta de navegació i les sestes. Ja ho va resumir Ramon Llull i després Benedetto Cotrugli, qui insistia en la necessitat de «pilots» locals (en el sentit de pràctics) en navegar per costes perilloses.
A l'edat mitjana, els pilots, com a mariners que eren, s'agrupaven en confraries o col·legis, a vegades anomenades de barquers. Incloïen també professionals del tràfic portuari, de la pesca i de la navegació, i es coneixen col·legis professionals a indrets com Cotlliure (1388), Tarragona i Alacant.
A Mallorca, els pilots compartien col·legi (el col·legi dels mariners) amb els patrons d'embarcacions de tràfic, contramestres i altres matriculats dedicats a la navegació, però no amb els pescadors i els mercaders, que tenien col·legis específics. El col·legi dels mariners data, es diu, del 1310, però les primeres ordinacions que es conserven són de 1702 perquè, a mitjan segle xvii, es varen cremar les anteriors. El seu patró era sant Elm, que veneraven a l'esglesieta de Sant Elm (avui situada al Moll Vell, davant la desembocadura de la Riera, però antigament era al carrer de la Mar), d'on prové la imatge del sant que avui es troba a la parròquia de Gènova (Palma); les reunions del col·legi les celebraven a la mateixa església de Sant Elm. A Alcúdia també consta l'existència d'un col·legi de mariners al segle xviii.

### Formació de pilots

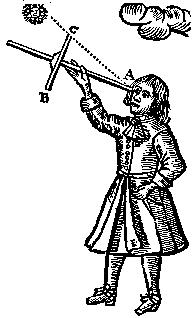
Vara de Jacob en l'obra de Medina.

Pedro de Medina va escriure llibres de pilotatge i va fabricar els dispositius necessaris per a la navegació a les Índies. Al febrer de 1539, en relació amb l'anterior, va ser admès com a examinador a Sevilla dels pilots i mestres que havien de fer la derrota d'Índies i va treballar a l'entorn de la seva Casa de Contractació, agència governamental espanyola que controlava l'exploració i colonització del Nou Món, encara que mai va estar empleat en ella; aviat es va advertir dels defectes en la formació dels pilots i en l'instrumental, llibres i cartes nàutiques que manejaven, per la qual cosa va escriure al rei Carles I una: "Representación sobre el desorden que había en las cartas e instrumentos de navegación, y en los exámenes de pilotos y maestres". La carta va fer un efecte fulminant, doncs per real ordre del 22 de febrer de 1545 es va prohibir al cartògraf Diego Gutiérrez que seguís fabricant les cartes i instruments de navegació que, segons Medina, tant mal feien als estudiants. I aquest mateix any va sortir el seu famosíssim Arte de navegar en vuit llibres, segurament una reelaboració i ampliació consultada del seu Libro de Cosmografía inspeccionada prèviament pel Consell d'Índies.
El 1549 va ser designat cosmògraf real honorari. Com cartògraf va realitzar un dels primers mapamundis, summament exacte, en la seua Cosmographia (1550). L'Arte de navegar és el primer tractat europeu sobre navegació (encara que el de Martín Cortés, publicat a Cadis en 1551 va ser també molt rellevant): "Arte de navegar en que se contienen todas las reglas, declaraciones, secretos y auisos a que la buena navegación son necessarios, y se deuen saber". Aquí defineix les línies del rumb o loxodròmiques. Alonso de Chaves, cosmògraf major, va manifestar que l'Art havia estat una recopilació de Medina i altres autors havien col·laborat. Diego Gutiérrez i altres autors van declarar que havien ajudat en parts del llibre i el propi Medina va reconèixer l'ajuda de Francisco Faleiro i d'Alonso de Santa Cruz en altres ocasions, encara que no en la redacció d'aquest llibre. Va ser traduït quinze vegades al francès entre 1554 i 1663, sis vegades a l'alemany entre 1576 i 1633, cinc vegades a l'holandès (de 1580 a 1598), tres vegades a l'italià (1554-1609) i dues vegades a l'anglès. És difícil no advertir la importància que va tenir aquesta obra en el desenvolupament de la navegació d'altura. En 1552 es va publicar una edició castellana abreujada amb el títol de Regimiento de navegación on va suprimir la major part del material teòric relatiu a l'esfera i va incloure només els aspectes realment necessaris per als pilots. Un altre Regimiento, que va aparèixer en 1563, va actualitzar aquest compendio popular amb vint "Avisos" addicionals per al pilot pràctic.

### Seglexviii
Jordi Joan és nomenat el 1752 director de l'Acadèmia de Guàrdies Marines, càrrec de molta responsabilitat, on Jordi Joan implantarà els ensenyaments més avançats de l'època, contractant a professors competents i relegant als qui no considerava capacitats. Fundarà l'Observatori Astronòmic de Cadis, dotant-lo amb els millors aparells de l'època i mantenint correspondència de les seves observacions amb les Acadèmies de París, Berlín i Londres.
La promulgació de la disposició del 12 d'octubre de 1778, que havia acabat amb el monopoli dels ports del sud d'Espanya (Sevilla i Cadis), va fer progressar la navegació atlàntica des dels altres ports d'Espanya. La necessitat de disposar de pilots, la intervenció dels quals era legalment imprescindible per a les rutes d'ultramar, van anar el motiu pel qual es van fundar diferents escoles de pilots a Espanya entre elles les de Barcelona i Arenys de Mar.

## Oficial de navegació

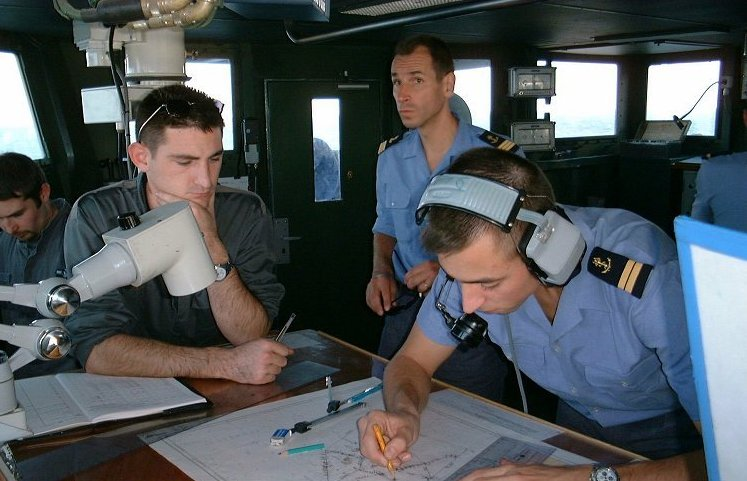
Traçat de rumb per l'oficial de navegació

Els Oficials de navegació a bord de vaixells en la US. Navy són normalment oficials de coberta qualificats amb l'excepció dels aviadors navals i oficials de vol navals, assignats com navegants de vaixell a bord dels portaavions o vaixells d'assalt amfibi i que s'han classificat en un nivell equivalent als oficials de terra. En els Guardacostas els oficials de navegació normalment són oficials qualificats a nivell anàleg als oficials de la US.Navy esmentats anteriorment. Els Quartermasters són els assistents de l'Oficial de navegació i realitzen la major part de les funcions tècniques de navegació.
A bord dels vaixells de la Marina Mercant, el segon oficial és generalment el que abans rebia el nom de pilot d'altura.

### Navegant aeri
Per extensió, el terme de navegant aplicat l'oficial de navegació" (antic pilot d'altura) ha passat igualment a l'entorn de l'aeronàutica, on la funció del Navegant aeri és igualment calcular la distància recorreguda sobre el mapa per estima i determinar el rumb a seguir (pla de vol), així com assegurar el correcte funcionament dels equips de navegació.